# さわやか3組
『さわやか3組』（さわやかさんくみ）は、NHK教育テレビジョン（Eテレ）で1987年4月8日から2009年3月11日まで放映していた小学生向けの教育ドラマである。

## 概要
「学校放送」の1つであり、小学校3年生及び4年生の道徳の授業の教材として利用されていた番組である。
2003年度放送分以降（2004年度放送分を除く）は、過去放送分の再放送を放映した。
主人公の小学生達が、学校生活や学校内外で起こる様々な出来事を乗り越えて成長していく姿を描いた、1年間を通しての連続ドラマ形式である。各回ストーリーは1話完結型だが、回によっては問題が解決せず主人公が悩んだ状態のままストーリーが終わり、解決方法を視聴者に委ねるものもあった。
この番組の系譜を受け継ぐ『もやモ屋』も、この番組同様に1話完結ながら明確な解決展開を描かない形式となっている。
出演者および舞台となる地域は毎年入れ替わった。主要人物以外の同級生は東京放送児童劇団の劇団員が担当したが、それ以外のエキストラは舞台となった小学校の児童がそのまま出演していた。 
主題歌「さわやか3組」は作詞：関和男、作曲：成沢忠（後に成澤功章名義）による。歌は第1期から第12期までは東京放送児童合唱団が担当していたが、第13期（1999年度）よりFolder が担当し、アレンジも変更された。
| 年度        | 放送時間          |
| ----------- | ----------------- |
| 2003        | 木曜日09:45-10:00 |
| 2004        | 金曜日09:30-09:45 |
| 2005 - 2007 | 水曜日09:30-09:45 |
| 2008        | 水曜日10:00-10:15 |

## シリーズ一覧
- 1987年度 - 第1期 千葉県富津市編[1]
- 1988年度 - 第2期 静岡県沼津市編
- 1989年度 - 第3期 静岡県沼津市編
- 1990年度 - 第4期 静岡県清水市編
- 1991年度 - 第5期 群馬県桐生市編
- 1992年度 - 第6期 茨城県土浦市編
- 1993年度 - 第7期 神奈川県小田原市編
- 1994年度 - 第8期 千葉県木更津市編
- 1995年度 - 第9期 栃木県栃木市編
- 1996年度 - 第10期 静岡県静岡市編
- 1997年度 - 第11期 神奈川県小田原市編
- 1998年度 - 第12期 茨城県結城市編
- 1999年度 - 第13期 埼玉県狭山市編
- 2000年度 - 第14期 神奈川県鎌倉市編
- 2001年度 - 第15期 栃木県足利市編
- 2002年度 - 第16期 千葉県銚子市編
- 2003年度 - 第15期 栃木県足利市編（再放送）
- 2004年度 - 第17期 神奈川県横浜市編
- 2005年度 - 第16期 千葉県銚子市編（再放送）
- 2006年度 - 第13期 埼玉県狭山市編（再放送）
- 2007年度 - 第16期 千葉県銚子市編（再放送）
- 2008年度 - 第15期 栃木県足利市編（再放送）

## 第1期 千葉県富津市編

### 基礎情報
- 放送期間：1987年4月8日 - 1988年3月25日
- 舞台：千葉県富津市立湊小学校[1]
- 作：竹内日出男
- 音楽：成沢忠

### 出演者
- 市川真弓 - 溝江哉
- 村上純 - 住吉真沙樹
- 三浦久美 - 川田美香
- 村越しずえ - 北嶋里子
- 藤本幸子 - 守口よう子
- 秋島理恵 - 菅美智子
- 谷口香織 - 大脇三枝
- 志村克彦 - 加藤岳史
- 田辺俊二 - 小林大介
- 水島加奈子 - 関冴子
- 長谷川美和 - 新井山綾子
- 山本誠 - 矢崎潤
- 片岡和弘 - 村田和樹
- 井上孝志 - 浅山裕志
- 大江豊 - 坂本徳志
- 古橋哲也 - 高橋タネリ
- 真弓の母 - 木村翠
- 美和の祖母 - 原ひさ子
- 森田みどり先生 - 杉山みどり[2]
- 養護の先生 - 小川真喜子

### 放送リスト
| 回 | タイトル                 | 初回放送日     |
| -- | ------------------------ | -------------- |
| 1  | みんなでスタート         | 1987年04月08日 |
| 2  | ぼくたちのニワトリ       | 1987年04月22日 |
| 3  | ふたりの友だち           | 1987年05月06日 |
| 4  | ゴメンネおばあちゃん     | 1987年05月20日 |
| 5  | 海はだれのもの?          | 1987年06月03日 |
| 6  | カナちゃんのなみだ       | 1987年06月17日 |
| 7  | きもだめしのしっぱい     | 1987年07月01日 |
| 8  | マコトくんのうでまえ     | 1987年09月02日 |
| 9  | お姉さんごっこ           | 1987年09月16日 |
| 10 | くずれたわらたば         | 1987年09月30日 |
| 11 | おいもさわぎ             | 1987年10月14日 |
| 12 | のこされたリンゴ         | 1987年10月28日 |
| 13 | なかまはずれはいやだから | 1987年11月11日 |
| 14 | 父ちゃんのかわり         | 1987年11月25日 |
| 15 | あいさつができない一日   | 1987年12月09日 |
| 16 | ぼくのお金だもーん       | 1988年01月13日 |
| 17 | いきちがい               | 1988年01月27日 |
| 18 | 白い息                   | 1988年02月10日 |
| 19 | ほんとうのプレゼント     | 1988年02月24日 |
| 20 | 笛よ、ひびけ             | 1988年03月09日 |

## 第2期 静岡県沼津市編

### 基礎情報
- 放送期間：1988年4月6日 - 1989年3月17日
- 舞台：静岡県沼津市立沼津第二小学校[4]

### 出演者
- 祐介 - 八百坂圭祐
- 和樹 - 川島陽介
- 聡 - 池田藤麗
- 雅幸 - 高橋剛央
- 健 - 落合千太郎[5]
- 晋 - 佐野健
- 潔 - 中田圭一郎
- 一敏 - 大友大輔
- 智子 - 佐藤文子
- 眞理 - 久光美緒
- 美佳 - 坂本絵理子
- 景子 - 市川美和
- 敦子 - 高橋祐子
- 博美 - 岡安里紗
- ゆかり - 宮沢純江
- えり子 - 片桐尚美
- 祐介の父 - 若尾義昭
- 祐介の母 - 渡辺康子
- 祐介の姉 - 池田桃子
- 祐介の祖母 - たうみあきこ
- 石川先生 - 荒谷葉子
- 吉田先生 - 小宮じゅんこ

### 放送リスト
| 回 | タイトル               | 初回放送日     |
| -- | ---------------------- | -------------- |
| 1  | わすれ物かぶしき会社   | 1988年04月06日 |
| 2  | ぼくらの家庭ほうもん   | 1988年04月20日 |
| 3  | キック，キック，キック | 1988年05月11日 |
| 4  | がんばって             | 1988年05月25日 |
| 5  | チャッポくん           | 1988年06月08日 |
| 6  | ないしょ話             | 1988年06月22日 |
| 7  | うそだって言えない     | 1988年07月06日 |
| 8  | オバケ大会             | 1988年08月31日 |
| 9  | マンガきょうそう       | 1988年09月14日 |
| 10 | わたしにまかせて       | 1988年09月28日 |
| 11 | 父さんのプレゼント     | 1988年10月12日 |
| 12 | どこまでも行こう       | 1988年10月26日 |
| 13 | ほうきが一番           | 1988年11月09日 |
| 14 | おばあちゃんのアルバム | 1988年11月25日 |
| 15 | たいどがでかいぞ       | 1988年12月07日 |
| 16 | 友だちづきあい         | 1989年01月11日 |
| 17 | 休んだわけ             | 1989年01月25日 |
| 18 | つまずいた石ころ       | 1989年02月08日 |
| 19 | ボールそうさくたい     | 1989年02月22日 |
| 20 | ぼくらの町             | 1989年03月08日 |

## 第3期 静岡県沼津市編

### 基礎情報
- 放送期間：1989年4月5日 - 1990年3月16日
- 舞台：静岡県沼津市[6]、沼津市立第二小学校

### 出演者
- 野間太郎、中村花子

### 放送リスト
| 回 | タイトル           | 初回放送日     |
| -- | ------------------ | -------------- |
| 1  | だれか決めてよ!    | 1989年04月05日 |
| 2  | 母さんは来ないけど | 1989年04月19日 |
| 3  | やぶれた表紙       | 1989年05月10日 |
| 4  | 元気出せよ         | 1989年05月24日 |
| 5  | もらいすぎたおつり | 1989年06月07日 |
| 6  | われた花びん       | 1989年06月21日 |
| 7  | 小さな生命         | 1989年07月05日 |
| 8  | 家族キャンプ       | 1989年08月30日 |
| 9  | ぼくらのおみこし   | 1989年09月13日 |
| 10 | しょっぱいあせ     | 1989年09月27日 |
| 11 | とべ、竹とんぼ     | 1989年10月11日 |
| 12 | リーダーはわたしよ | 1989年10月25日 |
| 13 | まわり道           | 1989年11月08日 |
| 14 | お父さんのかばん   | 1989年11月22日 |
| 15 | しずかな夜         | 1989年12月06日 |
| 16 | コンパスふたつ     | 1990年01月10日 |
| 17 | あしたはだめよ     | 1990年01月24日 |
| 18 | みんなが主役       | 1990年02月07日 |
| 19 | ふたりのひみつ     | 1990年02月21日 |
| 20 | 春までには         | 1990年03月07日 |

## 第4期 静岡県清水市編

### 基礎情報
- 放送期間：1990年4月2日 - 1991年3月23日
- 舞台：静岡県清水市

### 出演者
- 永野裕紀子

### 放送リスト
| 回 | タイトル             | 初回放送日     |
| -- | -------------------- | -------------- |
| 1  | 走れ!一輪車          | 1990年04月02日 |
| 2  | ぼくのじいちゃん     | 1990年04月16日 |
| 3  | 先生のにがおえ       | 1990年05月02日 |
| 4  | ごめんね、のぶちゃん | 1990年05月14日 |
| 5  | 行け!ひろし          | 1990年05月28日 |
| 6  | 保健室なんて…        | 1990年06月11日 |
| 7  | ねんどの恐竜         | 1990年06月25日 |
| 8  | 夏のできごと         | 1990年08月27日 |
| 9  | あったかい手         | 1990年09月10日 |
| 10 | おだちんなし?        | 1990年09月26日 |
| 11 | 赤いバトン           | 1990年10月08日 |
| 12 | 生きているのよ       | 1990年10月22日 |
| 13 | きまり競争           | 1990年11月05日 |
| 14 | 赤ちゃん誕生         | 1990年11月19日 |
| 15 | がんきさんのなみだ   | 1990年12月03日 |
| 16 | たりないこづかい     | 1991年01月07日 |
| 17 | ハンカチ貸して       | 1991年01月21日 |
| 18 | 清水から東京へ       | 1991年02月04日 |
| 19 | 先生の結婚           | 1991年02月18日 |
| 20 | みんなのふるさと     | 1991年03月04日 |

## 第5期 群馬県桐生市編

### 基礎情報
- 放送期間：1991年4月8日 - 1992年3月13日
- 舞台：群馬県桐生市、桐生市立川内南小学校

### 放送リスト
| 回 | タイトル             | 初回放送日     |
| -- | -------------------- | -------------- |
| 1  | やくそく             | 1991年04月08日 |
| 2  | ぼくの姉さん         | 1991年04月22日 |
| 3  | ありがとう           | 1991年05月08日 |
| 4  | おはなし会           | 1991年05月20日 |
| 5  | 自主トレーニング     | 1991年06月03日 |
| 6  | 鮎つり               | 1991年06月17日 |
| 7  | 落とし物             | 1991年07月01日 |
| 8  | あつく燃えろ         | 1991年08月26日 |
| 9  | こんにちは ふるさと  | 1991年09月09日 |
| 10 | おいしい水           | 1991年09月25日 |
| 11 | 少女探偵団           | 1991年10月07日 |
| 12 | ふたりのエース       | 1991年10月21日 |
| 13 | 母の涙               | 1991年11月06日 |
| 14 | きまりはきまり       | 1991年11月18日 |
| 15 | ふりむかなかった先生 | 1991年12月02日 |
| 16 | いった!いわない!     | 1992年01月06日 |
| 17 | おばあちゃんのひみつ | 1992年01月20日 |
| 18 | わたしはスター       | 1992年02月03日 |
| 19 | 最後のひとり         | 1992年02月17日 |
| 20 | ノコギリ屋根         | 1992年03月02日 |

## 第6期 茨城県土浦市編

### 基礎情報
- 放送期間：1992年4月8日 - 1993年3月18日
- 舞台：茨城県土浦市　土浦市立下高津小学校

### 出演者
- 達也 - 田中諒
- 剛 - 高橋類
- 巧 - 松本啓介
- 大介 - 梅崎祐史
- 美穂 - 石塚小百合
- 由香 - 後藤はるか
- のぞみ - 松下絢
- 朝子 - 佐藤茜
- 達也の母 - 上原由恵
- 日高先生 - 小川里永子

### 放送リスト
| 回 | タイトル             | 初回放送日     |
| -- | -------------------- | -------------- |
| 1  | やった!飼育係だ      | 1992年04月08日 |
| 2  | さかあがり           | 1992年04月22日 |
| 3  | 班替えはしない!?     | 1992年05月13日 |
| 4  | 走らないF1カー       | 1992年05月27日 |
| 5  | ウソ発見ゲーム       | 1992年06月10日 |
| 6  | 忘れた釣り針         | 1992年06月24日 |
| 7  | 一冊のアルバム       | 1992年07月08日 |
| 8  | おとした水泳帽       | 1992年09月02日 |
| 9  | 絶交宣言!            | 1992年09月16日 |
| 10 | カーテンコール       | 1992年09月30日 |
| 11 | バードウォッチング   | 1992年10月14日 |
| 12 | 金魚が死んだ         | 1992年10月28日 |
| 13 | あったかごはん       | 1992年11月11日 |
| 14 | パンク               | 1992年11月25日 |
| 15 | 宅配便ごっこ         | 1992年12月09日 |
| 16 | 近道                 | 1993年01月13日 |
| 17 | 残った柿の実         | 1993年01月27日 |
| 18 | マンガはいかが?      | 1993年02月10日 |
| 19 | 電話家族             | 1993年02月24日 |
| 20 | みんなでボランティア | 1993年03月10日 |

## 第7期 神奈川県小田原市編

### 基礎情報
- 放送期間：1993年4月7日 - 1994年3月17日
- 舞台：神奈川県小田原市立下曽我小学校

### 出演者
- 渡 - 堤庸行
- 祐介 - 島本裕也
- 大悟 - 大城戸洋平
- 克己 - 安達俊行
- 舞 - 内野めぐみ
- 美菜子 - 伊澤麻里矢
- 千恵 - 細中安奈
- ゆかり - 萩生雅弓
- 渡の母 - 横山万里子
- 渡の祖父 - 柳谷寛
- 舞の父 - 川島一平
- 舞の母 - 唐木ちえみ
- 美菜子の父 - 上田日出春
- 美菜子の母 - 加東京子
- 杉山晴子先生 - 荒井ゆか

### 放送リスト
| 回 | タイトル               | 初回放送日     |
| -- | ---------------------- | -------------- |
| 1  | タイムカプセル         | 1993年04月07日 |
| 2  | 転校生                 | 1993年04月21日 |
| 3  | すてたサイフ           | 1993年05月06日 |
| 4  | パソコンのつぶやき     | 1993年05月19日 |
| 5  | ビデオレター           | 1993年06月02日 |
| 6  | やぁめた!              | 1993年06月16日 |
| 7  | ユーレイが出た!        | 1993年06月30日 |
| 8  | きまりでしょ!          | 1993年09月01日 |
| 9  | ぼくのおじいちゃん     | 1993年09月16日 |
| 10 | ひろったサイフ         | 1993年09月29日 |
| 11 | 漢字の王様             | 1993年10月13日 |
| 12 | ハムスター             | 1993年10月27日 |
| 13 | 学級新聞               | 1993年11月10日 |
| 14 | すべてはお金…?         | 1993年11月24日 |
| 15 | 初恋                   | 1993年12月08日 |
| 16 | グッド・モーニング     | 1994年01月12日 |
| 17 | 冬の花火               | 1994年01月26日 |
| 18 | さがし物は何ですか     | 1994年02月09日 |
| 19 | 君を忘れない           | 1994年02月23日 |
| 20 | 10年後のタイムカプセル | 1994年03月09日 |

## 第8期 千葉県木更津市編

### 基礎情報
- 放送期間：1994年4月6日 - 1995年3月16日
- 舞台：千葉県木更津市、木更津市立畑沢小学校

### 出演者
- 杉本未来 - 大澤恵
- 藤田はるか - 渡辺歌奈子
- 西野光 - 丹下尚美
- 唐木栞 - 渋谷愛
- 榎本純 - 長谷川晃誉
- 佐々木元 - 能登雄幹
- 三浦貴明 - 山本斉
- 城戸隆一 - 森真之介
- 鈴木先生 - 伊藤静
- 未来の父 - 小林勇樹
- 未来の母 - 星ゆかり
- 未来のピアノの先生 - 金久保美幸
- 光の母 - 水野あや
- 光の兄 - 押村圭
- 栞の母 - 幸田奈穂子
- はるかの祖父 - 中島元
- はるかの母 - 内田三知代
- 用務主事の小林さん - 大山豊

### 放送リスト
| 回 | タイトル                   | 初回放送日     |
| -- | -------------------------- | -------------- |
| 1  | 友だちになりたい           | 1994年04月06日 |
| 2  | 作文を読まないで           | 1994年04月20日 |
| 3  | 二人のひこうき             | 1994年05月11日 |
| 4  | きょうふの玉子やき         | 1994年05月25日 |
| 5  | 大切な一言                 | 1994年06月08日 |
| 6  | わすれてきたもの           | 1994年06月22日 |
| 7  | おり紙                     | 1994年07月06日 |
| 8  | 夏の日                     | 1994年08月31日 |
| 9  | ピアノ                     | 1994年09月14日 |
| 10 | ローソク                   | 1994年09月28日 |
| 11 | めぐり会い                 | 1994年10月12日 |
| 12 | はん長はだれ?              | 1994年10月26日 |
| 13 | おばあちゃんは名コーチ     | 1994年11月09日 |
| 14 | そしてだれもやらなくなった | 1994年11月24日 |
| 15 | 10円玉の重さ               | 1994年12月07日 |
| 16 | ずっと友だち               | 1995年01月11日 |
| 17 | ぼくとお兄ちゃん           | 1995年01月25日 |
| 18 | やきいも                   | 1995年02月08日 |
| 19 | 鳥                         | 1995年02月22日 |
| 20 | かんしゃじょう             | 1995年03月08日 |

## 第9期 栃木県栃木市編

### 基礎情報
- 放送期間：1995年4月12日 - 1996年4月4日
- 舞台：栃木県栃木市立第三小学校
- 作：小山高生

### 出演者
- 本田悟 - 辻治樹
- 田中渉 - 菊池大介
- 中西安志 - 山口典晃
- 西村香苗 - 押上桃子
- 村岸三和 - 塩原奈緒
- 岸本久美子 - 本田 慧
- 山口五郎 - 酒井敏也
- 森山亜紀先生 - 山本恵美子
- 久美子の祖母(貞子) - 泉よし子
- 久美子の母(静江) - 金子恵子
- 久美子の姉(華江) - 山田京
- 悟の父(吾一) - 番哲也
- 悟の母(洋子) - 原千景
- 悟の祖父(義三) - 宮内幸平

### 放送リスト
| 回 | タイトル                   | 初回放送日     |
| -- | -------------------------- | -------------- |
| 1  | おじいちゃんも新学期       | 1995年04月12日 |
| 2  | ボクの生まれた日           | 1995年04月26日 |
| 3  | はい、はくしゅーぅ!        | 1995年05月17日 |
| 4  | ボクがボクであるということ | 1995年05月31日 |
| 5  | 五郎さんのしっぱい         | 1995年06月14日 |
| 6  | 花の美しさ                 | 1995年06月28日 |
| 7  | なつかしのスイトポテト     | 1995年07月12日 |
| 8  | 25メートルのかべ           | 1995年08月30日 |
| 9  | おもいでは消えない 1       | 1995年09月20日 |
| 10 | おもいでは消えない 2       | 1995年10月04日 |
| 11 | 3組は日本一                | 1995年10月18日 |
| 12 | さよならからはじめよう     | 1995年11月01日 |
| 13 | 悟の東京物語               | 1995年11月15日 |
| 14 | ギンジローとのやくそく     | 1995年11月29日 |
| 15 | サンタを信じるみなさんへ   | 1995年12月13日 |
| 16 | ワヤンさん、いらっしゃい   | 1996年01月10日 |
| 17 | ミドリが池のひみつ         | 1996年01月24日 |
| 18 | 美容院は大さわぎ           | 1996年02月07日 |
| 19 | とんだボヤさわぎ           | 1996年02月21日 |
| 20 | さよなら五郎さん           | 1996年03月06日 |

## 第10期 静岡県静岡市編

### 基礎情報
- 放送期間：1996年4月10日 - 1997年4月4日
- 舞台：静岡県静岡市立城内小学校
- 作：小山高生

### 出演者
- 安倍ありさ - 増岡未央
- 河内孝三 - 西翔平
- 久保マリヤ - 龍絵莉子
- 興津巧 - 中村聡志
- 大井希輪 - 山岸彩佳
- 長尾喜孝 - 内澤祐豊
- 井川幸代 - 渋谷恵
- 興津美樹 - 松蔭晴香
- 江尻薫子（先生） - 菊池早希子
- ありさの父 - 竹本和正
- ありさの母 - 酒井麻吏
- ありさの兄 - 門井大樹
- ありさの祖父 - 中島元
- ありさの祖母 - 目黒幸子
- マリヤの父 - 加世幸市
- マリヤの母 - 五十嵐五十鈴

### 放送リスト
| 回 | タイトル                | 初回放送日     |
| -- | ----------------------- | -------------- |
| 1  | 富士山だ〜いすきっ      | 1996年04月10日 |
| 2  | 幽霊はおじいちゃん?     | 1996年04月24日 |
| 3  | 素晴らしいニッポン?     | 1996年05月08日 |
| 4  | 木は偉人です            | 1996年05月22日 |
| 5  | なが〜い階段            | 1996年06月05日 |
| 6  | 消えたドッジボール      | 1996年06月19日 |
| 7  | はじめての冒険          | 1996年07月03日 |
| 8  | ごめんなさいが金メダル  | 1996年08月28日 |
| 9  | 自転車置き場のなぞの人  | 1996年09月18日 |
| 10 | さよなら ネボすけ       | 1996年10月02日 |
| 11 | 2000年前のわたし        | 1996年10月16日 |
| 12 | お茶畑のひみつ          | 1996年10月30日 |
| 13 | 三振!ベーブルース       | 1996年11月13日 |
| 14 | カッコいいよ おとうさん | 1996年11月27日 |
| 15 | わたしがお姉ちゃんよ    | 1996年12月11日 |
| 16 | 東海道は日本晴れ        | 1997年01月08日 |
| 17 | 二つの故郷              | 1997年01月22日 |
| 18 | 喜びの汗                | 1997年02月05日 |
| 19 | ペットの気持ち          | 1997年02月19日 |
| 20 | 3組漂流中               | 1997年03月05日 |

## 第11期 神奈川県小田原市編

### 基礎情報
- 放送期間：1997年4月9日 - 1998年3月12日
- 舞台：神奈川県小田原市、小田原市立大窪小学校

### 出演者
- 高沢（先生） - 稲吉貴子
- 野々宮太一 - 北川潤
- 秋川麻美 - 小井紗陽
- 山崎亮 - 鈴木藤丸
- 林理沙 - 今井麻莉江
- 中本佑介 - 小野瀬祐太
- 坂口奈緒子 - 神崎紗蓉子
- 坂口隆 - 井健太
- 中本大介 - 安達俊行

### 放送リスト
| 回 | タイトル           | 初回放送日     |
| -- | ------------------ | -------------- |
| 1  | ワクワク新学期     | 1997年04月09日 |
| 2  | 古いのれん         | 1997年04月23日 |
| 3  | 素直になりたい     | 1997年05月14日 |
| 4  | みんなの畑で       | 1997年05月28日 |
| 5  | おばあちゃんの授業 | 1997年06月11日 |
| 6  | ともだち?          | 1997年06月25日 |
| 7  | 不思議、大好き     | 1997年07月09日 |
| 8  | オオカミが来た?    | 1997年08月27日 |
| 9  | イタズラ書き       | 1997年09月17日 |
| 10 | 板橋地蔵           | 1997年10月01日 |
| 11 | わんぱくバイキング | 1997年10月15日 |
| 12 | おとうさんガンバレ | 1997年10月29日 |
| 13 | ライバル           | 1997年11月12日 |
| 14 | 花ことば           | 1997年11月26日 |
| 15 | モチつき大会       | 1997年12月10日 |
| 16 | 係の責任?          | 1998年01月07日 |
| 17 | ボクと亀吉         | 1998年01月21日 |
| 18 | ふるさと           | 1998年02月04日 |
| 19 | タイム・カプセル   | 1998年02月18日 |
| 20 | 先生の結婚         | 1998年03月04日 |

## 第12期 茨城県結城市編

### 基礎情報
- 放送期間：1998年4月8日 - 1999年3月11日
- 舞台：茨城県結城市立結城小学校

### 出演者
- 田代陽子（先生） - 鳥居しのぶ
- 保科裕生 - 前澤勇貴
この年度のシリーズの実質的な主人公。東京出身だが、母の闘病もあり父の実家でもある結城に引っ越してきた。最終回の終盤で東京に引っ越す場面が描かれている。
- 保科美穂 - 浜田麻未
裕生のいとこ。
- 岡直美 - 鈴木ほのか
- 宇津木純 - 安村直樹（現・日本テレビアナウンサー）
- 菊池幸治 - 高橋竜大
- 樋口小夜子 - 森岡むつ美

### 放送リスト
| 回 | タイトル                | 初回放送日     |
| -- | ----------------------- | -------------- |
| 1  | ここがボクの家?         | 1998年04月08日 |
| 2  | ボクのともだち?         | 1998年04月22日 |
| 3  | おとうさん、おはよう    | 1998年05月13日 |
| 4  | おとうさんの着物        | 1998年05月27日 |
| 5  | やるっきゃない!         | 1998年06月10日 |
| 6  | この気持ち悪さは、なに? | 1998年06月24日 |
| 7  | グライダーにのりたい    | 1998年07月08日 |
| 8  | 紬のコースター          | 1998年08月26日 |
| 9  | おかいこさま、お願い    | 1998年09月16日 |
| 10 | 桐下駄がキライ?         | 1998年09月30日 |
| 11 | おばあちゃんの紬        | 1998年10月14日 |
| 12 | 大きな輪、大きな木      | 1998年10月28日 |
| 13 | お宝を探せ!             | 1998年11月11日 |
| 14 | ひとりぼっちじゃない    | 1998年11月25日 |
| 15 | 自転車が、ない!         | 1998年12月09日 |
| 16 | みつけたよ、お父さん    | 1999年01月06日 |
| 17 | 時間よとまれ            | 1999年01月20日 |
| 18 | ボクは生きている        | 1999年02月03日 |
| 19 | みんな家族、でも        | 1999年02月17日 |
| 20 | 母への手紙              | 1999年03月03日 |

## 第13期 埼玉県狭山市編

### 基礎情報
- 放送期間
  - 1999年4月07日 - 2000年3月16日
  - 2006年4月12日 - 2007年3月14日
- 舞台：埼玉県狭山市、狭山市立南小学校
- 作：鈴木卓爾
- 音楽：竹内信次

### 出演者
- 高林瞠（みはる） - 村上東奈
- 山田雪江 - 中田千寿
- 吉田美郷 - 渡辺香織
- 島田澄生 - 門野翔
- 瀬田拓郎 - 柳川善博
- 岡山庄助 - 岩井涼人
- 孫薇薇（ソン・ウェイウェイ） - のーでぃ
- 木下春子先生 - 月森響子
- 和田先生 - 蒲田哲
- 桜先生 - 清石貴子
- タケさん（団子屋の店主） - 亀井俊彦
- 和子先生 - 猫田直
- 瞠の父 - 岩尾万太郎
- 瞠の母 - 深沢エミ
- 瞠の姉 - 渕脇玲奈
- 澄生の父 - 丹治大吾
- 八百屋の主人 - 沖島壮吉

### 放送リスト
| 回 | タイトル              | 初回放送日     |
| -- | --------------------- | -------------- |
| 1  | 先生がやってくる      | 1999年04月07日 |
| 2  | カメラがない?         | 1999年04月21日 |
| 3  | おかし大作戦          | 1999年05月12日 |
| 4  | お茶の畑でつかまえて  | 1999年05月26日 |
| 5  | 朝、起きられない〜!   | 1999年06月09日 |
| 6  | ボクは女の子!?        | 1999年06月23日 |
| 7  | 絵の中の女の子        | 1999年07月07日 |
| 8  | すばらしき自由研究    | 1999年08月25日 |
| 9  | おさいせん箱          | 1999年09月16日 |
| 10 | カミナリ徳さん        | 1999年09月29日 |
| 11 | お弁当事件            | 1999年10月13日 |
| 12 | 小さな部屋            | 1999年10月27日 |
| 13 | おれは犬              | 1999年11月10日 |
| 14 | 大きらい七五三        | 1999年11月24日 |
| 15 | ミスター南小のひみつ  | 1999年12月08日 |
| 16 | 家族写真の日          | 2000年01月12日 |
| 17 | 走るのいやだなー      | 2000年01月26日 |
| 18 | タケさんの好きな人?   | 2000年02月09日 |
| 19 | さかあがりができない! | 2000年02月23日 |
| 20 | 3組写真館             | 2000年03月08日 |

## 第14期 神奈川県鎌倉市編

### 基礎情報
- 放送期間：2000年4月12日 - 2001年3月16日
- 舞台：神奈川県鎌倉市、鎌倉市立深沢小学校
- 作：鈴木卓爾
- 音楽：竹内信次

### 出演者
- 夢野日向子（先生） - 広瀬久実
- 内田桂（ジャクソン） - 豊田淳
- 夏目春樹（V5号） - 高橋健太
- 鈴木潤一郎 - 藤原康太
- 汐見香織 - 臼井旭
- 鳴竹みゆき - 野口佳穂
- 向田千里 - 須永佐友美
- 俵先生 - 笠兼三
- 中原さん - 中原和宏
- 桂の祖父 - 草薙幸二郎
- 桂の父 - 寺十吾
- 桂の母 - 東出典子
- 内田結（桂の姉） - 高橋愛子
- 立花さん - 西村淳二
- 春樹の父 - 田中要次
- 下級生（ボカチン） - 谷本和優

### 放送リスト
| 回 | タイトル                | 初回放送日     |
| -- | ----------------------- | -------------- |
| 1  | いざ!かまくら           | 2000年04月12日 |
| 2  | お母さんがたいへんだ!   | 2000年04月26日 |
| 3  | むりむりじかんわり      | 2000年05月17日 |
| 4  | 教室のかいぶつ          | 2000年05月31日 |
| 5  | ないしょとりで          | 2000年06月14日 |
| 6  | ジャンプ!               | 2000年06月28日 |
| 7  | ふえふき うそつき       | 2000年07月12日 |
| 8  | 行け!床屋仮面           | 2000年08月30日 |
| 9  | 二人三脚                | 2000年09月20日 |
| 10 | がんばれバスガイドさん  | 2000年10月04日 |
| 11 | ダイヤあります          | 2000年10月18日 |
| 12 | 赤ちゃん、いらっしゃい! | 2000年11月01日 |
| 13 | ゴミすてるな!           | 2000年11月15日 |
| 14 | うそのスピーチ          | 2000年11月29日 |
| 15 | ひかるくらげ            | 2000年12月13日 |
| 16 | ニックネーム            | 2001年01月10日 |
| 17 | 海メール                | 2001年01月24日 |
| 18 | グッドバイ!かまくら     | 2001年02月07日 |
| 19 | ハロー!3組              | 2001年02月21日 |
| 20 | 3組の日記               | 2001年03月07日 |

## 第15期 栃木県足利市編

### 基礎情報
- 放送期間
  - 2001年4月11日 - 2002年3月22日
  - 2003年4月10日 - 2004年3月18日
  - 2008年4月09日 - 2009年3月11日
- 舞台：栃木県足利市、足利市立桜小学校
- 作：萩生田宏治
- 音楽：竹内信次

### 出演者
- 石井かよこ（先生） - 青井愛
- 村上晴夫 - 前田公輝[12]
- 岩館健太郎 - 伊倉慎之介
- 吉村貴 - 西原信裕
- 野本晋也 - 九嶋雄太
- 奥田耀司 - 野口歩
- 佐伯奈津美 - 中山翔子
- 小川いずみ - 高野ひかり
- 仲屋善江 - 林恵里
- 戸山結衣 - 三沢愛友奈
- 宮坂理沙 - 弓削絵理子
- 村上ナオ - 鈴木りりあ

### 放送リスト
| 回 | タイトル             | 初回放送日     |
| -- | -------------------- | -------------- |
| 1  | さくらランチ         | 2001年04月11日 |
| 2  | くじら橋をこえて     | 2001年04月25日 |
| 3  | ガラスのライオン     | 2001年05月16日 |
| 4  | パレットの行方       | 2001年05月30日 |
| 5  | 対決                 | 2001年06月13日 |
| 6  | ふるえる指           | 2001年06月27日 |
| 7  | ヨーイ、スタート!    | 2001年07月11日 |
| 8  | ぼくたちのおきて     | 2001年08月29日 |
| 9  | 約束                 | 2001年09月19日 |
| 10 | 水びたしのランドセル | 2001年10月03日 |
| 11 | ガイド               | 2001年10月17日 |
| 12 | プレゼント           | 2001年10月31日 |
| 13 | ギスギス・ギプス     | 2001年11月14日 |
| 14 | 腕のくぼみ           | 2001年11月28日 |
| 15 | いいにおい           | 2001年12月12日 |
| 16 | 横綱はだれ?          | 2002年01月09日 |
| 17 | 訪問者               | 2002年01月23日 |
| 18 | 2万年ジイジ          | 2002年02月06日 |
| 19 | いつまでも一緒       | 2002年02月20日 |
| 20 | マーチ               | 2002年03月06日 |

## 第16期 千葉県銚子市編

### 基礎情報
- 放送期間
  - 2002年4月10日 - 2003年3月19日
  - 2005年4月06日 - 2006年3月15日
  - 2007年4月11日 - 2008年3月12日
- 舞台：千葉県銚子市、銚子市立清水小学校
- 作：藤田一朗
- 音楽：竹内信次

### 出演者
- 堀口邦夫（先生） - 川倉正一
- 原由律子（先生） - 山奈あつ美
- 沖野明 - 丸茂逸朗
- 小川治 - 池田恭祐
- 鈴木道夫 - 貞方徹
- 浜田薫 - 三尾玲央奈
- 黒川一美 - 山田さくや
- 角田仁恵 - 大谷英莉
- 沖野まり - 大多和莉里亜
- 星川佑司 - 村上想太
- 沖野芳江 ‐ 関えつ子
- 一美の母 - 松岡由美

### 放送リスト
| 回 | タイトル                  | 初回放送日     |
| -- | ------------------------- | -------------- |
| 1  | ようこそかもめ屋へ        | 2002年04月10日 |
| 2  | 音楽室はだれのもの?       | 2002年04月24日 |
| 3  | いいことだけどわるいこと? | 2002年05月15日 |
| 4  | ぼくの仕事                | 2002年05月29日 |
| 5  | いつか見た男の子          | 2002年06月12日 |
| 6  | ひみつのガリ勉            | 2002年06月26日 |
| 7  | イルカのきもち            | 2002年07月10日 |
| 8  | 水辺の少年                | 2002年08月28日 |
| 9  | ぼくのまち、みんなのまち  | 2002年09月18日 |
| 10 | てつぼうヒーロー          | 2002年10月02日 |
| 11 | レンゲはどこへいった?     | 2002年10月16日 |
| 12 | 走れ!ぼくらのチンチン電車 | 2002年10月30日 |
| 13 | かえりみち                | 2002年11月13日 |
| 14 | おじさんと海              | 2002年11月27日 |
| 15 | 小さな勇気                | 2002年12月11日 |
| 16 | 道夫、会社に行く          | 2003年01月08日 |
| 17 | 命はどこからやってくる?   | 2003年01月29日 |
| 18 | 破れた交換ノート          | 2003年02月12日 |
| 19 | ふたつの家族              | 2003年02月26日 |
| 20 | ぼくたちの旗              | 2003年03月12日 |

## 第17期 神奈川県横浜市編

### 基礎情報
- 放送期間：2004年4月9日 - 2005年4月1日
- 舞台：神奈川県横浜市、横浜市立元街小学校
- 作：藤森いずみ
- 音楽：板村文

### 出演者
- 上条あかね（先生） - こだまこずえ
- 高橋公平（コーヘイ） - 熊谷健吾
- 村川まこと（マコト） - 北村周平
- 工藤純（ジュン） - 中村凌熙
- 水沼えり - 村上沙桐
- 折原くるみ - 儀賀沙柚
- 山之内亜弥 - 南谷磨紀
- 佐久良哲郎（転校生）- 伊藤啓起
- 大和田テツオ - 棚橋ナッツ

### 放送リスト
| 回 | タイトル                  | 初回放送日     |
| -- | ------------------------- | -------------- |
| 1  | ようこそ3組へ             | 2004年04月09日 |
| 2  | 金魚をたすけろ!           | 2004年04月23日 |
| 3  | ひみつのマニキュア        | 2004年05月14日 |
| 4  | ドッジの神様              | 2004年05月28日 |
| 5  | 不思議マント              | 2004年06月11日 |
| 6  | わがまま天国              | 2004年06月25日 |
| 7  | 負けてもドンマイ!         | 2004年07月09日 |
| 8  | ひろがれ3組の仲間たち     | 2004年08月27日 |
| 9  | 宝のありか                | 2004年09月17日 |
| 10 | すごいアイツ              | 2004年10月01日 |
| 11 | ヨコハマ大好き            | 2004年10月15日 |
| 12 | 伝えたい・伝わらない      | 2004年10月29日 |
| 13 | ちいさな友だち            | 2004年11月12日 |
| 14 | 一日家族                  | 2004年11月26日 |
| 15 | サンタがまちにやってきた! | 2004年12月10日 |
| 16 | おばあちゃんと人形        | 2005年01月14日 |
| 17 | ひろったサイフ            | 2005年01月28日 |
| 18 | 働くってたいへん          | 2005年02月18日 |
| 19 | 知らない国の女の子        | 2005年02月25日 |
| 20 | 心の優勝旗                | 2005年03月11日 |

## パロディ
- 2023年にYouTuberグループである、東海オンエアが「わくわく4組」として、この番組のパロディ版をYouTube上に投稿した[26]。主要人物こそ30歳前後のメンバーが務めたが、実際の小学校で撮影し、エキストラには実際の小学生の劇団員を起用した。また、取り扱った内容、特にオープニングはこの番組を意識したものとなっている。